# John Kidd
Pour les articles homonymes, voir Kidd.
John Kidd (10 septembre 1775-7 septembre 1851) est un médecin, chimiste et géologue britannique.

## Biographie
Il est né à Westminster, fils d'un officier de marine, et étudie à Christ Church, université d'Oxford. Il est chargé d'enseignement à Oxford en 1801 et est élu a la chaire de chimie en 1803. Il donne alors bénévolement des cours de minéralogie et de géologie suivi entre autres par William Conybeare, William Buckland et Charles Daubeny. Kidd est un professeur populaire qui par ses efforts fonde la chaire de géologie. Buckland en est le premier titulaire. En 1818 il devient membre du Royal College of Physicians.

## Publications
- Outlines of Mineralogy (1809)
- A Geological Essay on the Imperfect Evidence in Support of a Theory of the Earth (1815)
- On the Adaptation of External Nature to the Physical Condition of Man (1833).